# روفوس إس. فروست
روفوس إس. فروست (بالإنجليزية: Rufus S. Frost)‏ هو سياسي أمريكي، ولد في 18 يوليو 1826 في مارلبورو في الولايات المتحدة، وتوفي في 6 مارس 1894 في شيكاغو في الولايات المتحدة. حزبياً، نشط في الحزب الجمهوري. وقد انتخب عضو مجلس النواب الأمريكي.